# ران‌ددیان
ران‌ددیان (نام علمی: Scelidotheriinae) نام یک تیره از راسته کرک‌داران است.